# Meryta denhamii
Espèce
Classification phylogénétique
Meryta denhamii est une espèce de plantes à fleurs du genre Meryta et de la famille des Araliaceae. C'est un arbuste endémique de Nouvelle-Calédonie.

## Description

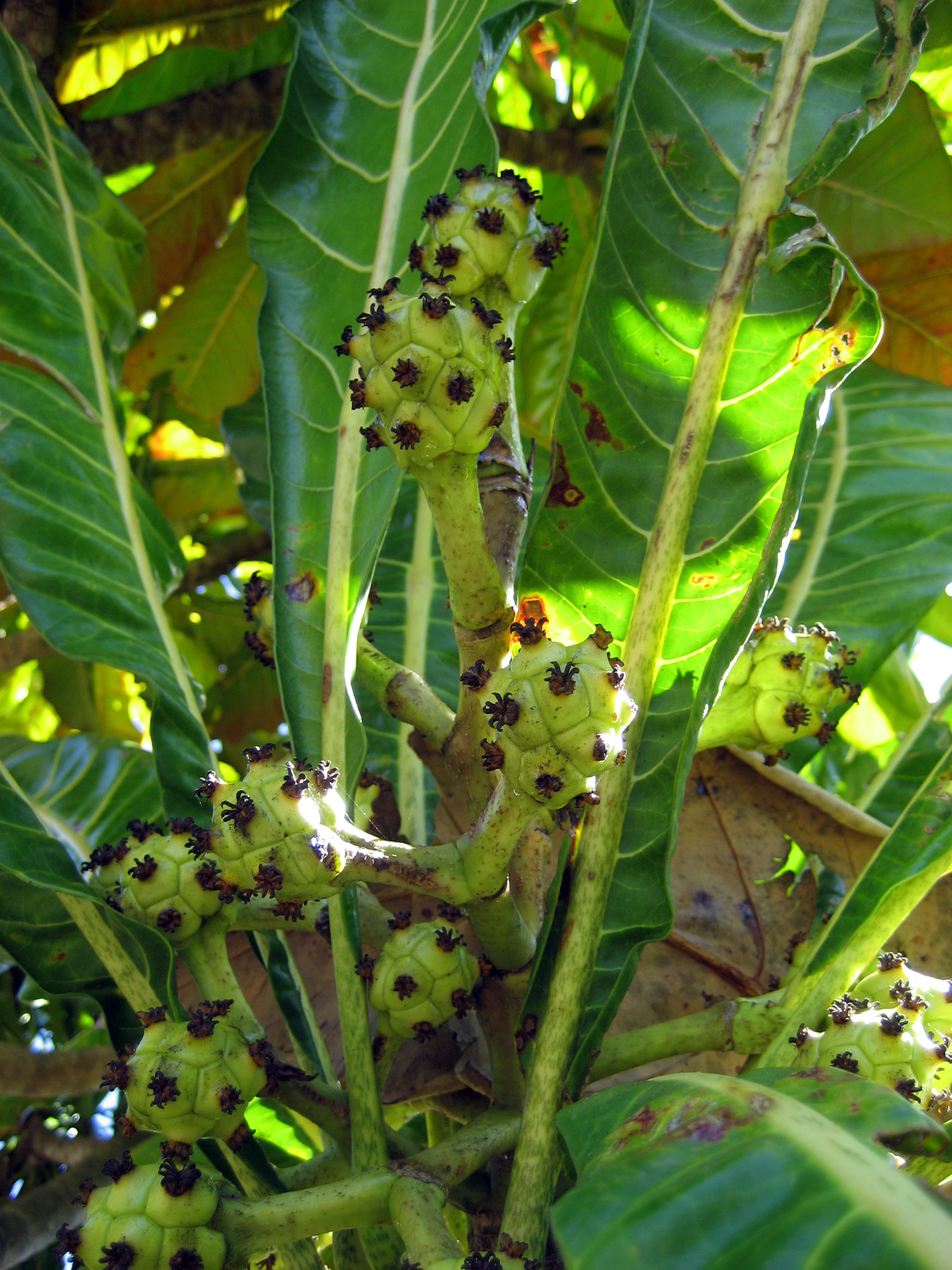
Fruits.

Cet arbuste résineux sempervirent peut atteindre 6 mètres de hauteur. Ses feuilles pointues et allongées forment de grands limbes qui sont légèrement courbés sur les côtés et se présentent groupés au bout des branches en masses denses. Sur les arbres jeunes, les feuilles atteignent en moyenne 45 cm de longueur et 12 cm de largeur. Sur les individus âgés, elles atteignent 1 mètre de longueur et 24 cm de largeur. Leur pétiole est charnu et leurs nervures longitudinales et jaunâtres. Ses fleurs exhalent un parfum prononcé et suave. Les plantes peuvent être mâle ou femelle.

## Découverte
Cette plante a été découverte par un jardinier écossais du jardin botanique d'Édimbourg, William Grant Milne, qui faisait partie en tant que botaniste de l'expédition scientifique du HMS Herald, qui explora le sud-ouest de l'Océan Pacifique en 1852-1856. Il découvrit un individu à l'île des Pins, au sud de la Nouvelle-Calédonie. Des spécimens furent envoyés aux Jardins botaniques royaux de Kew, où ils fleurirent dans la serre en 1860. Deux ans plus tard, Berthold Carl Seemann étudia la plante et la baptisa Meryta denhamii en l'honneur du capitaine du HMS Herald, Henry Mangles Denham (1800-1887), qui donna aussi son nom à la ville de Denham (Australie). Berthold Carl Seemann avait fait partie d'une expédition précédente avec le capitaine Denham.

## Habitat et culture

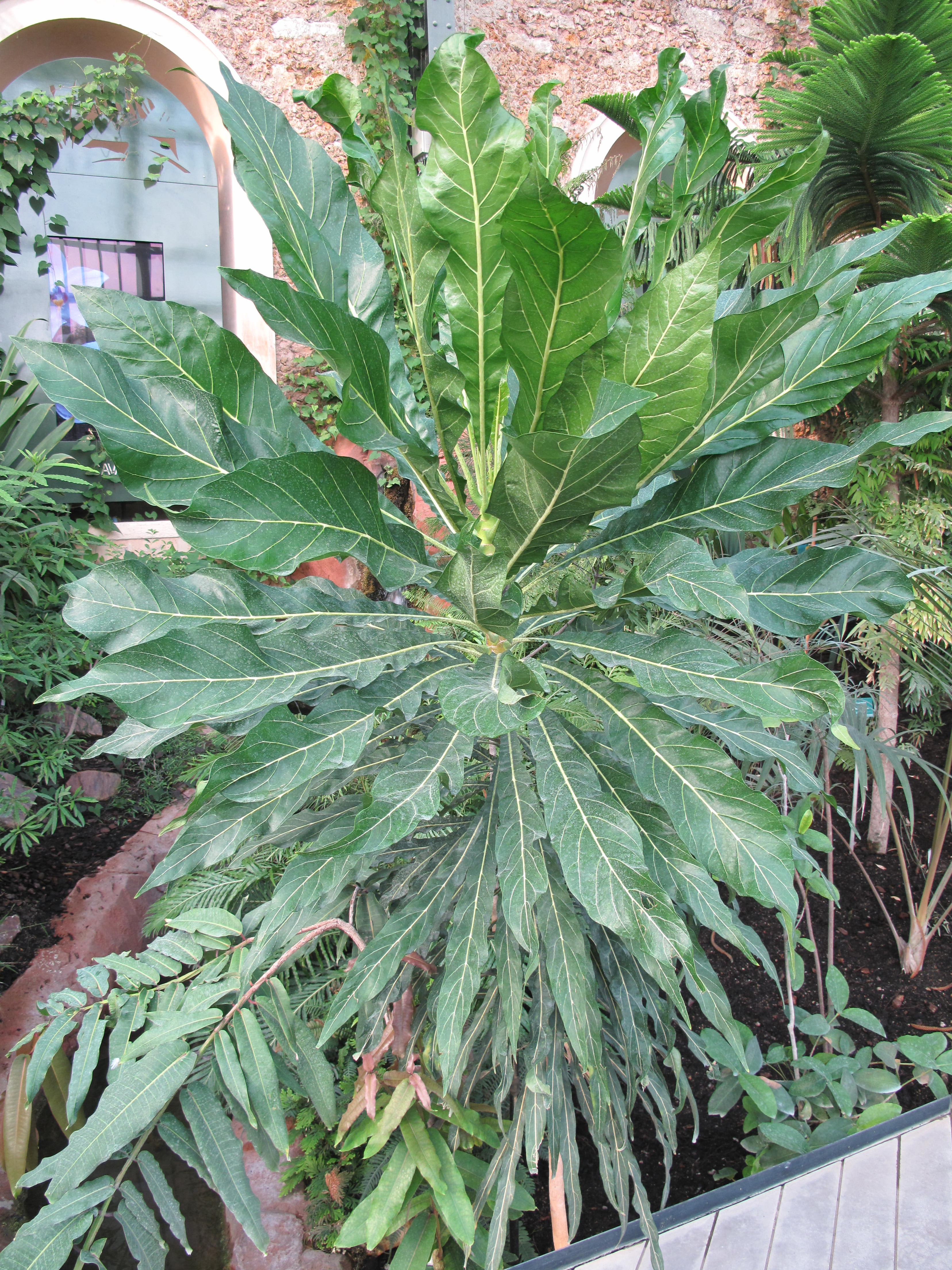
Meryta denhamii du Jardin des Plantes de Paris.

Meryta denhamii croît dans les forêts tropicales denses et humides de Nouvelle-Calédonie. C'est encore une plante peu cultivée dans les zones tropicales et subtropicales, mais on la trouve dans les jardins de la région de Sydney ou bien en Floride, et en Nouvelle-Zélande.

## Source
- (en) Cet article est partiellement ou en totalité issu de l’article de Wikipédia en anglais intitulé « Meryta denhamii » (voir la liste des auteurs).